# ستيفن لونش
ستيفن لونش (2 يناير 1951 - )  (بالإنجليزية: Stephen Lynch)‏ هو لاعب كريكت بريطاني.